# HD 52348
HD 52348，又名BD-19 1644，SAO 172718、HR 2625，是一颗恒星，视星等为6.31，位于銀經231.93，銀緯-7.21，其B1900.0坐标为赤經6h 55m 48.3s，赤緯-20° -7.21′ 9″。